# Friedrich Grießl
Friedrich Grießl (* 20. Mai 1905 in Mauritzen; † 29. April 1943 in Wien) war ein österreichischer kommunistischer Widerstandskämpfer gegen das NS-Regime.

## Leben
Friedrich Grießl stammt aus einer Familie in einem kleinen Ort in der Steiermark. Nach der Schule und einer absolvierten Berufsausbildung wurde er Beamter im Städtischen Wohlfahrtsamt. Von dem Jahre 1930 an betätigte er sich aufgrund seiner kommunistischen Überzeugung in der „Roten Hilfe“.
Nach dem „Anschluss Österreichs“ und der Einziehung zur Wehrmacht während des Vernichtungskrieges des Deutschen Reiches ging er zum aktiven Widerstand gegen die Fortsetzung des Krieges über. Von seinem Mitstreiter Richard Zach hergestellte antimilitaristische Aufrufe auf bedruckten Zetteln verbreitete er. Die aufgedruckten Botschaften lauteten u. a.: „Nieder mit Hitlers Raubkrieg!“, „Sieg der Roten Armee“ sowie „Vernichtung der Nazi-Ausbeuter! Helft mit, Genossen!“ Im November 1941 wurde Grießl verhaftet und vor Gericht gestellt. Am 12. Dezember 1942 wurde das Todesurteil verkündet. Vor seiner Hinrichtung ermutigte er in einem Abschiedsbrief seinen Sohn, immer aufrecht durchs Leben zu gehen, sein Wissen immer zu erweitern und nach seinem Gewissen zu handeln. Das Urteil wurde am 29. April 1943 im Landgericht Wien I mit dem Fallbeil vollstreckt.
Friedrich Grießl war verheiratet und hatte mit seiner Frau einen Sohn.

## Erinnerung
- Im Gedenkort Landesgericht für Strafsachen Wien wird an die Ermordung von Grießl erinnert.